# Karma (Karma)
Karma è il primo album dell'omonimo gruppo musicale italiano, registrato nell'autunno del 1994 al Jungle Sound.

## Tracce
Testi di David Moretti, musiche di Andrea Bacchini, Andrea Viti, David Moretti, Diego Besozzi.
1. Astronotus – 0:35
2. Lo stato delle cose – 2:39
3. Il cielo – 4:57
4. Samsara – 4:52
5. Cosa resta – 4:35
6. Mantra – 1:41
7. La Terra – 4:29
8. Sunflower – 4:24
9. Sabbia – 4:10
10. Una stella che cade – 1:23 (testo: Andrea Scaglia, David Moretti)
11. Il volo – 3:41
12. La differenza – 4:23
13. Nascondimi – 5:32
14. Astronotus – 3:15

## Formazione
- David Moretti - voce, chitarra, sitar, chitarra acustica
- Andrea Bacchini - chitarra, chitarra acustica a 6 e 12 corde
- Andrea Viti - basso a 4 e 12 corde
- Diego Besozzi - batteria
- Alessandro "Pacho" Rossi - percussioni

Ospiti
- Andrea Scaglia (voce dei Ritmo Tribale) - seconda voce (brano: Una stella che cade)
- Manuel Agnelli (voce degli Afterhours) - seconda voce (brano: Nascondimi)

Note aggiuntive
- Fabrizio Rioda - produttore
- Registrazioni effettuate nell'autunno del 1994 al Jungle Sound Recording di Milano (Italia)
- Fabio Magister Magistrali - ingegnere delle registrazioni, ingegnere del mixaggio
- Mastering effettuato al Profile Studio di Milano
- Antonio Baglio - ingegnere del mastering
- Paul Indaimo - assistente ingegnere del mastering[1]